# François Lamorinière
Jean-Pierre François Lamorinière, né le 20 avril 1828 à Anvers, où il est mort le 3 janvier 1911, est un peintre paysagiste et graveur belge.
Son travail se situe entre la génération précédente des paysagistes romantiques et le paysage réaliste, annonçant l'École de Calmpthout, également appelée « école du gris ». Sa facture méticuleuse en fait un héritier solitaire de la tradition flamande des XVe et XVIe siècles.

## Biographie
Jean Pierre François (en néerlandais : Joannes Petrus Franciscus) Lamorinière est né à Anvers en 1828. Il est le fils de Pierre François Lamorinière, sergent-major de l'artillerie à Anvers et de Marie Scholastique Séraphine Josèphe Legrand, cuisinière,. 
En 1840, Lamorinière commence ses études à l'Académie royale des Beaux-Arts d' Anvers auprès du sculpteur Joseph Geefs, mais après quelques semaines, il commence à étudier dans l'atelier d'Emmanuel Noterman, un peintre et graveur connu pour ses scènes de genre avec des animaux. Toujours à l'académie d'Anvers, où il suit les cours jusqu'en 1849, il étudie aussi auprès du célèbre peintre de marines Jacob Jacobs, connu pour ses scènes de ports et de paysages du sud. Lamorinière commence à pratiquer la peinture en plein air dans les environs immédiats d'Anvers. Il expose sa première œuvre, un Coucher de soleil (actuellement conservé à la Walker Art Gallery à Liverpool) au salon d'Anvers en 1849, puis il expose Les bruyères de Putte au salon de Bruxelles de 1851. 
En juin 1853, François Lamorinière peint des paysages de la région de Barbizon, où les peintres de l'école de Barbizon Théodore Rousseau et Jean-François Millet avaient élu domicile. On ne sait pas exactement combien de temps il y séjourna, mais une œuvre datée de 1854, et présentée au salon de Bruxelles, s'intitule Effet du matin sur une forêt à Barbizon.

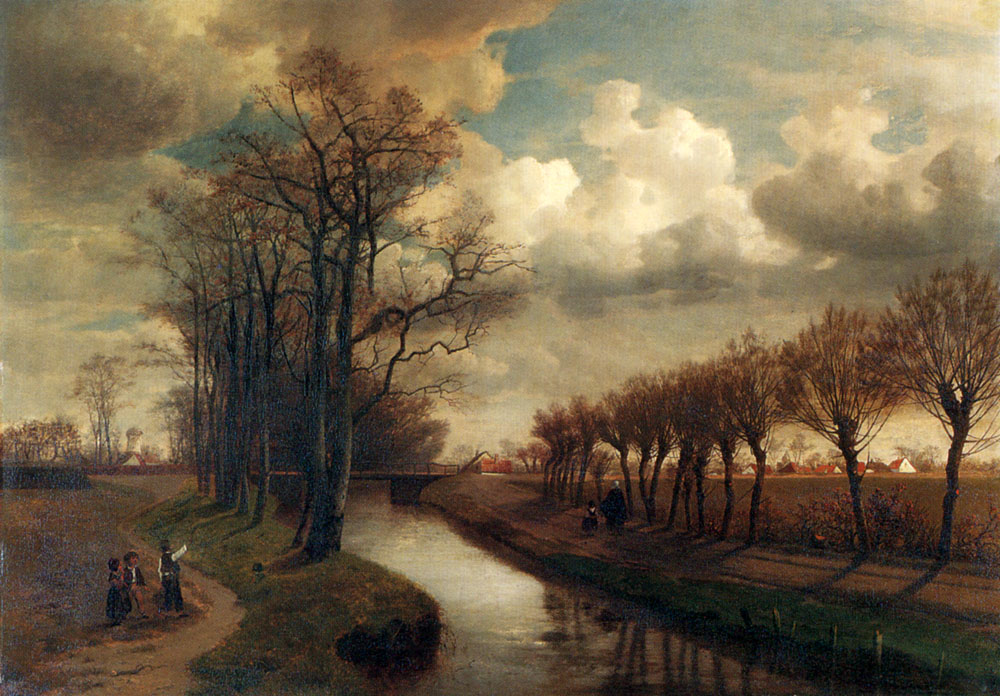
Au bord du canal (1855).

À partir du milieu des années 1850, l'artiste commence à connaître le succès grâce au soutien du marchand d'art bruxellois Gustave Couteaux. Le futur roi des Belges Léopold II acquiert une de ses œuvres par l'intermédiaire de Couteaux. Il entre ensuite en contact avec le concessionnaire belge établi à Londres, Jean Gambart. Après un séjour outre-Manche en 1865, Il peint également des paysages de Burnham (en) (Grande-Bretagne).   
En 1866 Lamorinière épouse Marie Thérèse Henriette Lavaux (1840-1933). Ils sont les parents de trois enfants : Isa (1867-1945), Guillaume François (Willem) (1870-1926) et Pierre Charles (Carl) (1874-1928). 
L'artiste commence également à voyager pour trouver de nouveaux sujets aux bords de la Meuse (1868-1869), en Allemagne (1869) et à partir du début des années 1870, il passe chaque année plusieurs mois sur l'île de Walcheren aux Pays-Bas. Sa palette représente aussi les Fagnes, et la Campine, dans ce qui constitue actuellement la réserve naturelle de Calmpthout. Il expose à Vienne (exposition universelle de 1873), Prague (1877), Rotterdam (1878), Paris (exposition universelle de 1878), Amsterdam (1881) et Paris (exposition universelle de 1889). Il peint dans ces lieux lorsqu'il y voyage. Il revient souvent peindre dans la commune frontalière de Putte, Kapellen où, au milieu des années 1870, il acquiert une résidence appelée The Pavillon. 
Jean Pierre François Lamorinière était parmi le grand nombre d'artistes anversois qui ont créé le Vereeniging der Antwerpsche etsers ou l'Association des aquafortistes anversois fondée en 1880. Il en est devenu président. Lamorinière est également membre de l'Académie royale de Belgique, membre de l'Académie de Rotterdam et membre de l'Académie de Prague.
Lamorinière perd la vue en 1897-1898 et cesse, dès lors, de peindre. Il meurt à Anvers le 3 janvier 1911. Ses funérailles civiles (il est franc-maçon) ont lieu le 6 janvier et il est inhumé au cimetière du Kiel/Schoonselhof[pas clair][réf. nécessaire] à Anvers.

## Œuvres

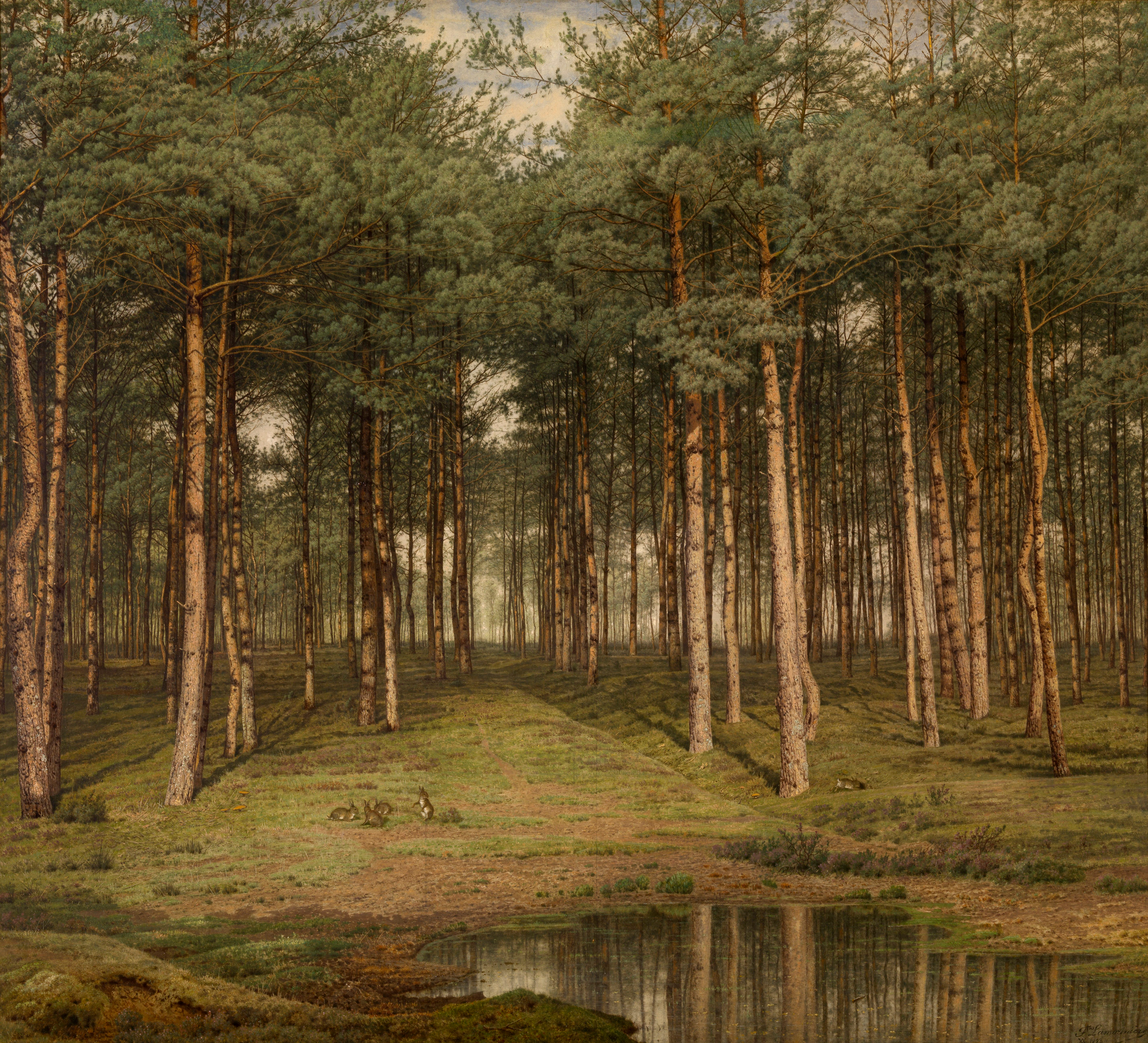
Forêt de sapins à Putte, (1883).

Jean Pierre François Lamorinière est un peintre et graveur dont le sujet principal était le paysage. Il est considéré comme une figure de transition dans la peinture de paysage belge entre le romantisme de Balthasar Ommeganck et d'Eugène Verboeckhoven, et plus tard le réalisme. Il peint ses paysages d'après nature à partir de ses propres observations. Même si ses paysages plats découlent de son observation directe de la nature, Lamorinière ne s'est pas contenté de peindre la nature telle qu'il l'a trouvée.  
Il « s'améliore » sur la nature pour que ses compositions rencontrent l'image spirituelle idéale qu'il se fait de la nature. Cela se reflétait dans la construction stricte et l'analyse détaillée de ses compositions, qui mettaient l'accent sur le statique, et son style de peinture lisse et méticuleux. Cette approche est évidente dans sa forêt de sapins à Putte (1883, conservé au Musée royal des beaux-arts d'Anvers) avec les lignes strictes des troncs d'arbres imposants et l'effet de perspective des ombres des arbres. Lamorinière était passionné par les arbres et portait une attention méticuleuse à chaque détail de leur constitution. 
L'école de Barbizon, ainsi que les traditions paysagères de l'école flamande et hollandaise, ont eu des influences importantes sur son travail. Les paysages de Joseph Lies ont aussi influencé son travail. L'artiste préférait les tons sombres et représentait généralement la nature sans aucune présence humaine. 
Lamorinière a gravé 24 planches, publiées en 1874. Ces gravures révèlent la compréhension de l'artiste de la constitution des arbres et son souci du détail.
La recherche d'un vert particulier pour ses œuvres conduira à l'élaboration d'un « vert Lamorinière » recherché, puis produit par les ateliers Jacques Blockx. Précurseur de l'École de Calmpthout, également nommée « École du gris », ses œuvres ont été vendues en Belgique mais aussi en Grande-Bretagne et également aux États-Unis. Il signe « François Lamorinière », ou « Lamorinière », ou le plus souvent « FL ».

## Collections publiques
- Fin d'automne (1850 ou 1859), musées royaux des beaux-arts de Belgique à Bruxelles ;
- Vue prise à Edegem (1863), musées royaux des beaux-arts de Belgique à Bruxelles ;
- Hiver, bois de Burnham (1867), musées royaux des beaux-arts de Belgique à Bruxelles ;
- Étang à Putte (1879), musées royaux des beaux-arts de Belgique à Bruxelles ;
- La Sapinière (1883), musée royal des beaux-arts d'Anvers ;
- Paysage avec hérons et coucher de soleil, musée royal des beaux-arts d'Anvers ;
- Les Hêtres, musée des Beaux-Arts de Liège.
- Paysage avec un pêcheur et un bateau (1872), Victoria and Albert Museum à Londres ;
- Paysage avec un lac (1869)  Walker Art Gallery à Liverpool.

## Honneurs
François Lamorinière est :
- Chevalier de l'ordre de Léopold (14 décembre 1860)[4].
- Officier de l'ordre de Léopold (9 novembre 1869)[5].
- Commandeur de l'ordre de Léopold.
- Commandeur de l'ordre de François-Joseph (1873).
- Commandeur de l'Ordre de Saint-Michel (Bavière).
- Officier de la Légion d'Honneur (1890).